# Museu Sprengel
O Museu Sprengel é um museu alemão situado na cidade de Hanôver dedicado à arte do século XX. 
Originalmente projetado por Peter e Ursula Trint, para o Dr. Bernhard Sprengel, o qual deu o nome ao museu. Inaugurado em 1979, foram-lhe adicionadas outras salas em 1992.
Contém, atualmente, uma das maiores coleções de arte moderna alemã, incluindo fotografia, de todo o mundo. Coleções essas, doadas à cidade de Hanôver por Bernhard Sprengel.

## Ligação externa
- Página oficial do Museu Sprengel

1. ↑  «Startseite | Sprengel Museum Hannover». www.sprengel-museum.de. Consultado em 7 de maio de 2024